# Depersonalisatiestoornis
De depersonalisatiestoornis is een psychische aandoening waarbij de patiënt een gevoel van vervreemding ervaart, zonder dat er sprake is van wanen. Depersonalisatie kan een symptoom van andere aandoeningen zijn, maar in het geval van de depersonalisatiestoornis is het een specifiek ziektebeeld. In het DSM-IV is de stoornis ingedeeld bij de dissociatieve stoornissen.
Depersonalisatie kan omschreven worden als het gevoel 'los' te staan van de omgeving, in een droom te leven, achter glas te staan of het eigen lichaam als vreemd te ervaren. De patiënt houdt wel contact met de werkelijkheid, maar kan door het gevoel van vervreemding, erg onrustig of gespannen worden.

## Behandeling
Er is nog niet veel onderzoek gedaan naar behandeling van de depersonalisatiestoornis. Wel zijn er veelbelovende resultaten geboekt met de behandeling van de depersonalisatiestoornis als ware het een angststoornis. Recente opvattingen suggereren namelijk dat de depersonalisatiestoornis meer kenmerken vertoont van een angststoornis dan van een dissociatieve stoornis. De opvatting gaat ervan uit dat angst voor symptomen van depersonalisatie leidt tot spanning en vermijdingsgedrag, waardoor juist deze symptomen blijven opkomen. In 2011 is een protocollaire behandeling van de depersonalisatiestoornis gepubliceerd welke gebaseerd is op deze recente inzichten (Bar & Van Minnen, 2011). Volgens DSM-5 is de depersonalisatiestoornis echter een dissociatieve stoornis en een gevolg van een trauma in de kindertijd. Tevens is de depersonalisatiestoornis recidiverend en persistent. Dit in tegenstelling tot depersonalisatie als symptoom. In DSM-5 wordt nog geen duidelijke behandeling gegeven voor de depersonalisatiestoornis. Patiënten kunnen erg lijden aan de depersonalisatie/derealisatieklachten.
Het plotseling stoppen, door b.v. opsluiting in een politiecel, met het gebruik van bepaalde soorten drugs, medicijnen (benzo's), ecstasy en (langdurig) gebruik van veel alcoholische drank kan in ernstige gevallen leiden tot een (korte) depersonalisatiestoornis. Men heeft dan geen beschikking tot het middel en de opsluiting maakt het erger.